# Pseudo-Démosthène
Le Pseudo-Démosthène est un auteur grec antique anonyme dont les discours sont des pseudépigraphes attribués à Démosthène.

## Corpus
Parmi l'œuvre du Pseudo-Démosthène, six textes — les discours 46, 49, 50, 52, 53 et 59, traditionnellement attribués à Démosthène —, sont rédigés pour Apollodore d'Acharnes (en). Ces œuvres semblent toutes être du même auteur : il a été proposé d'identifier celui-ci comme Apollodore lui-même. Le discours 45 de Démosthène, concernant Apollodore, semble quant a lui être authentique.
Le discours 47, bien qu'il ne concerne pas Apollodore, a probablement été écrit par le même auteur que les six autres : Friedrich Blass (en) considère ainsi que ces discours n'ont pas été écrits par Apollodore, mais par un logographe mineur inconnu.
Cependant, Konstantinos Kapparis considère que le discours 46 ne peut avoir été composé que par Apollodore, car il n'y a aucune raison qu'il ait engagé deux logographes différents, l'un pour composer son premier discours et un second pour rédiger sa réponse à la défense. Le chercheur conclut que le discours 46 doit être écrit soit par Démosthène soit par Apollodore. Et le discours étant stylistiquement radicalement différent des discours de Démosthène, et similaire aux autres discours prononcés par Apollodore, Apollodore lui-même doit avoir été l'auteur de ces discours.[pas clair]
Au moins deux des discours sur Apollodore, le 52 et 53, n'ont pas pu être écrits par Démosthène lui-même car celui-ci n'aurait pas été assez âgé.